# Walungu (Territorium)
Walungu ist ein Territorium in der Provinz Sud-Kivu in der Demokratischen Republik Kongo. Es stößt im Norden an das Sud-Kivu-Territorium Kabare, im Osten an Ruanda und das Sud-Kivu-Territorium Uvira, im Süden an das Sud-Kivu-Territorium Mwenga und im Westen an das Sud-Kivu-Territorium Shabunda. 

## Geographie
Walungu hat eine Fläche von etwa 1800 km² und liegt auf einer Höhe zwischen 1500 und 2500 Metern. Es herrscht Savannenklima. Die Trockenzeit erstreckt sich von Juni bis August, während die Regenzeit von September bis Mai dauert. Die jährliche Niederschlagsmenge beträgt zwischen 900 und 1500 mm und die Temperaturen liegen zwischen 19 und 23 °C. Gemäß der World Reference Base for Soil Resources (WRB) werden die Böden im Gebiet von Ferralsol, Nitisol und Cambisol dominiert.
Das Territorium hat eine Einwohnerzahl von etwa 717.000.

## Verkehr
Durch Walungu führt in Nordost-Südwest-Richtung die Nationalstraße 2. Durch den Nordosten verläuft zudem die Nationalstraße 5.

## Militär
In Walungu sind Blauhelm-Truppen der MONUSCO, im Rahmen eines der größten friedenssichernden Einsätze der Vereinten Nationen, stationiert. 